# Tylos africanus
Tylos africanus là một loài chân đều trong họ Tylidae. Loài này được Ferrara miêu tả khoa học năm 1974.